# ليا سيغل
ليا سيغل (بالإنجليزية: Leah Siegel)‏ هي مغنية مؤلفة وعازفة قيثارة أمريكية، ولدت في 14 يناير 1979 في بروكلين في الولايات المتحدة.

## وصلات خارجية
- الموقع الرسمي
- ليا سيغل على موقع IMDb (الإنجليزية)
- ليا سيغل على موقع ميوزك برينز (الإنجليزية)
- ليا سيغل على موقع أول ميوزيك (الإنجليزية)
- ليا سيغل على موقع ديسكوغز (الإنجليزية)